# Dietrich Nikolaus Winkel
Dietrich Nikolaus Winkel (Lippstadt, 1777 – 1826) è stato un inventore tedesco.
Si trasferisce ad Amsterdam tra il 1800 e il 1814.

## Storia
Winkel inventa il primo metronomo nel 1814. Precedentemente, infatti, erano utilizzati degli orologi musicali estremamente ingombranti, per via delle dimensioni del pendolo e, pertanto, inutilizzabili. Winkel, però, non riuscì a brevettare in tempo l'invenzione che venne registrata dall'austriaco Johann Nepomuk Mälzel. Winkel, inoltre, è noto per aver inventato il componium nel 1821, ossia un organo meccanico che, per mezzo di un cilindro metallico, poteva riprodurre musica.